# Ibănești (Mureș)
Ibănești [ˈibəneʃtʲ] (ungarisch Libánfalva) ist eine Gemeinde im Kreis Mureș in der Region Siebenbürgen in Rumänien.
Ibănești ist die rumänische Partnergemeinde der European Charter – Villages of Europe, eine Gruppe ländlicher Gemeinden aus allen 28 EU-Ländern.

## Geographische Lage

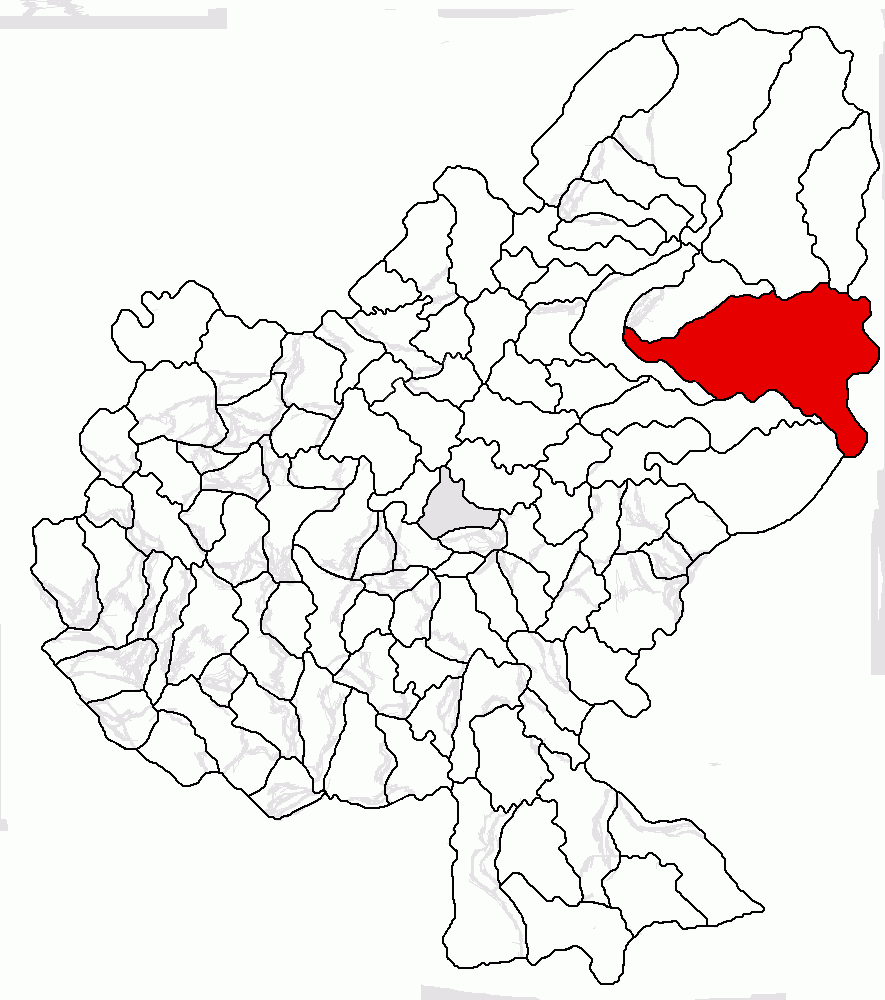
Lage der Gemeinde Ibănești im Kreis Mureș

Die Gemeinde Ibănești liegt in den westlichen Ausläufern des Gurghiu-Gebirges (Munții Gurghiu) östlich des Reener Ländchens, im Osten des Kreises Mureș. Am Gurghiu ein linker Nebenfluss des Mureș (Mieresch) und an der Kreisstraße (drum județean) DJ 153C, liegt der Ort Ibănești 15 Kilometer östlich von der Stadt Reghin (Sächsisch-Regen) und etwa 50 Kilometer nordöstlich von der Kreishauptstadt Târgu Mureș (Neumarkt am Mieresch) entfernt.

## Geschichte
Der Ort Ibănești wurde 1453 erstmals urkundlich erwähnt. Auf dem von den Einheimischen Pietroasa genannten Areal, wurden nach Angaben von G. Téglás und M. Roska, archäologische Funde, welche auf eine Besiedlung der Region in der Frühgeschichte deuten, gemacht. Auch Funde aus der Römerzeit sind vermerkt.
Im Königreich Ungarn gehörte die heutige Gemeinde dem Stuhlbezirk Régen alsó (Unter-Regen) im Komitat Maros-Torda, anschließend dem historischen Kreis Mureș und ab 1950 dem heutigen Kreis Mureș an.

## Bevölkerung
Die Bevölkerung der Gemeinde Ibănești entwickelte sich wie folgt:
| 1850 | 1.446 | 1.390 | -   | -  | 56           |
| 1900 | 2.966 | 2.830 | 60  | 63 | 13           |
| 1966 | 5.986 | 5.736 | 237 | 1  | 12           |
| 2002 | 4.511 | 4.495 | 15  | 1  | -            |
| 2011 | 4.357 | 4.266 | 8   | 2  | 81           |
| 2021 | 4.049 | 3.824 | 3   | -  | 222 (3 Roma) |

Seit 1850 wurde auf dem Gebiet der heutigen Gemeinde die höchste Einwohnerzahl, die der Rumänen und die der Magyaren, 1966 registriert. Die höchste Anzahl der Rumäniendeutschen 1900 und die der Roma (80) wurde 1930 ermittelt.
Die Hauptbeschäftigung der Bevölkerung ist die Viehzucht und die Forstwirtschaft.

## Sehenswürdigkeiten
- Im eingemeindeten Dorf Lăpușna (ungarisch Laposnyatelep), die Holzkirche „Sf. Nicolae“ 1779 und das kleine Jagdschloss zwischen 1900 und 1930 errichtet, stehen unter Denkmalschutz.[6]
- Die Gemeinde ist auch Ausgangspunkt in die Gurghiuer Berge.

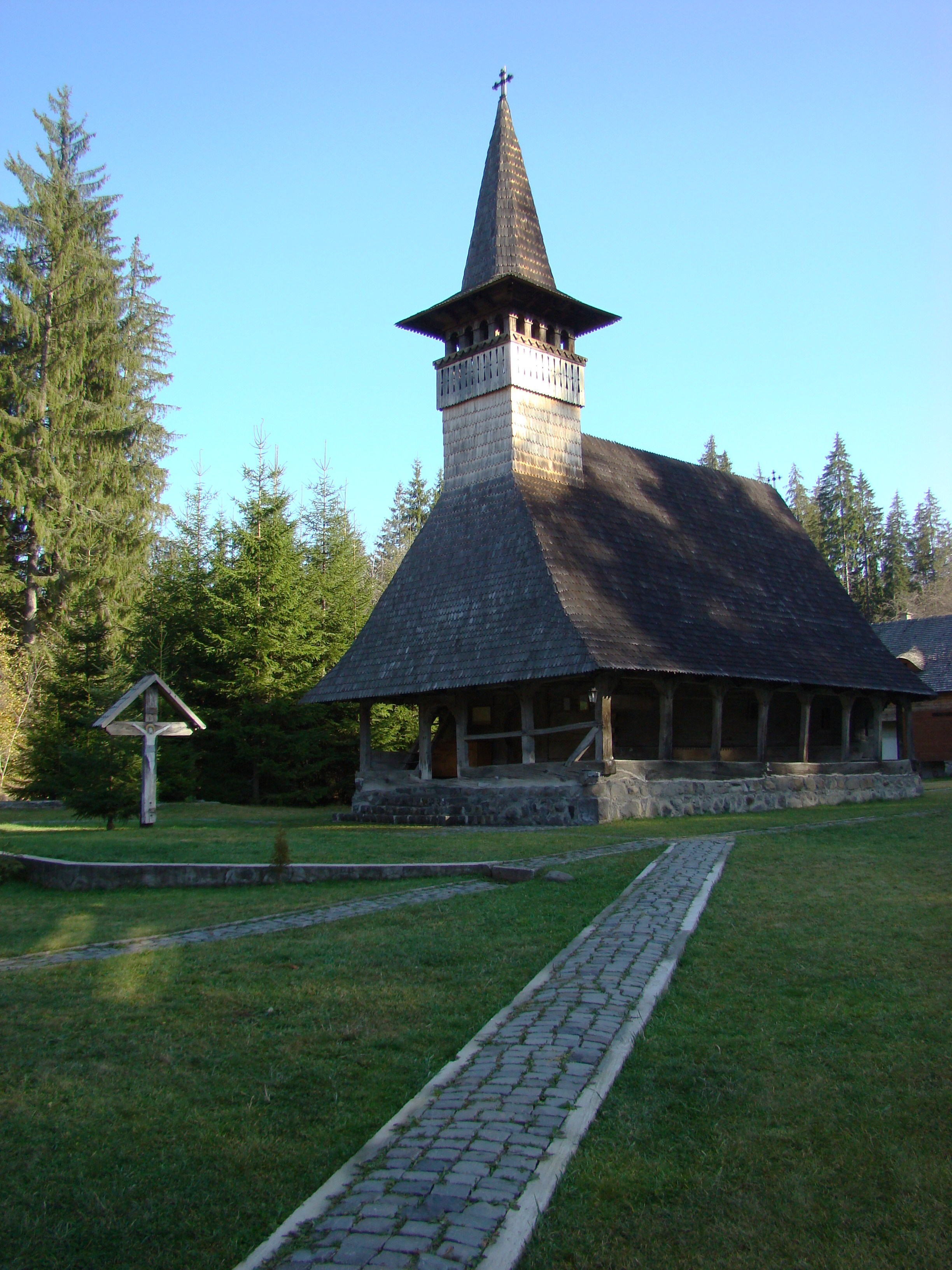
Holzkirche in Lăpușna
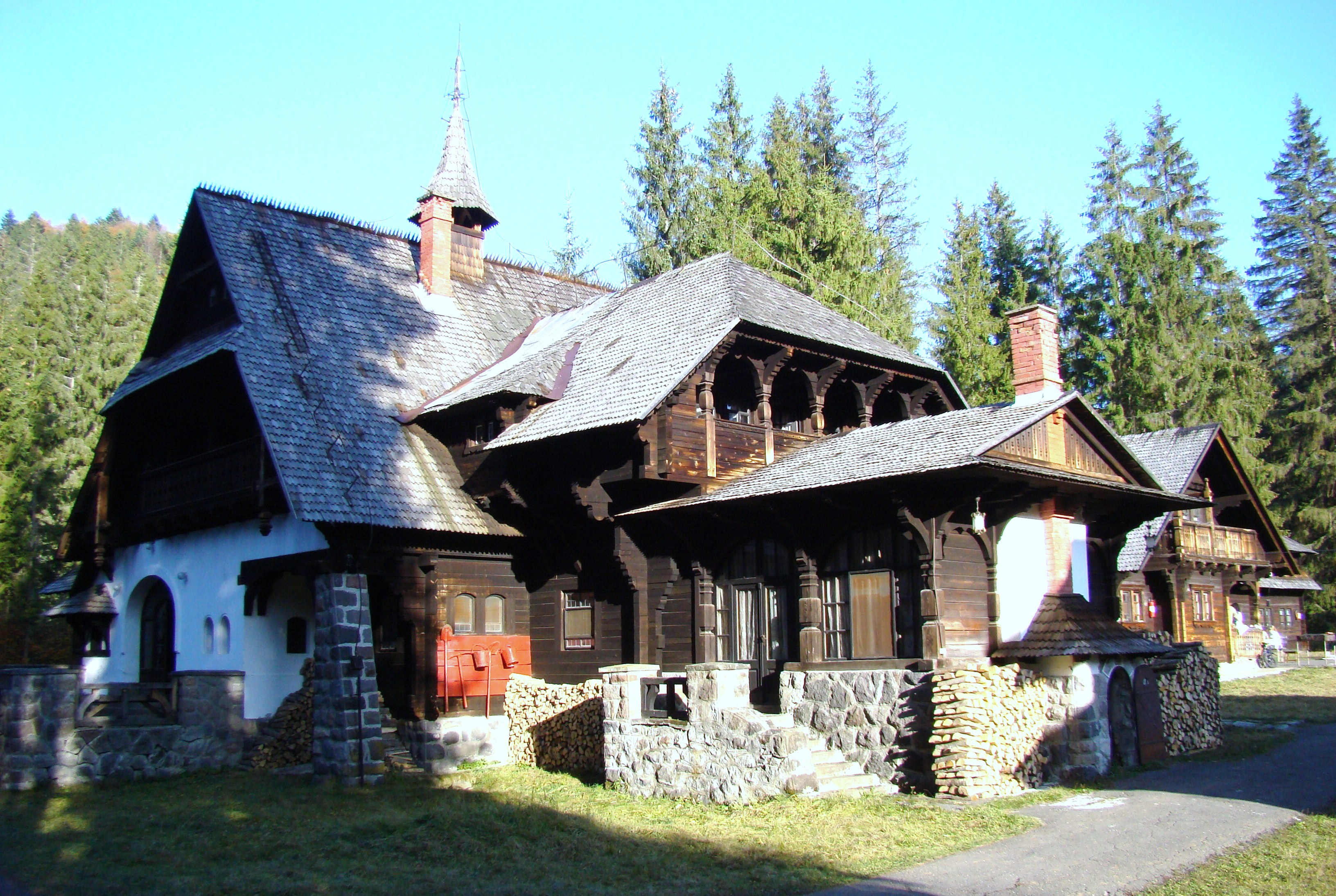
Jagdschloss in Lăpușna
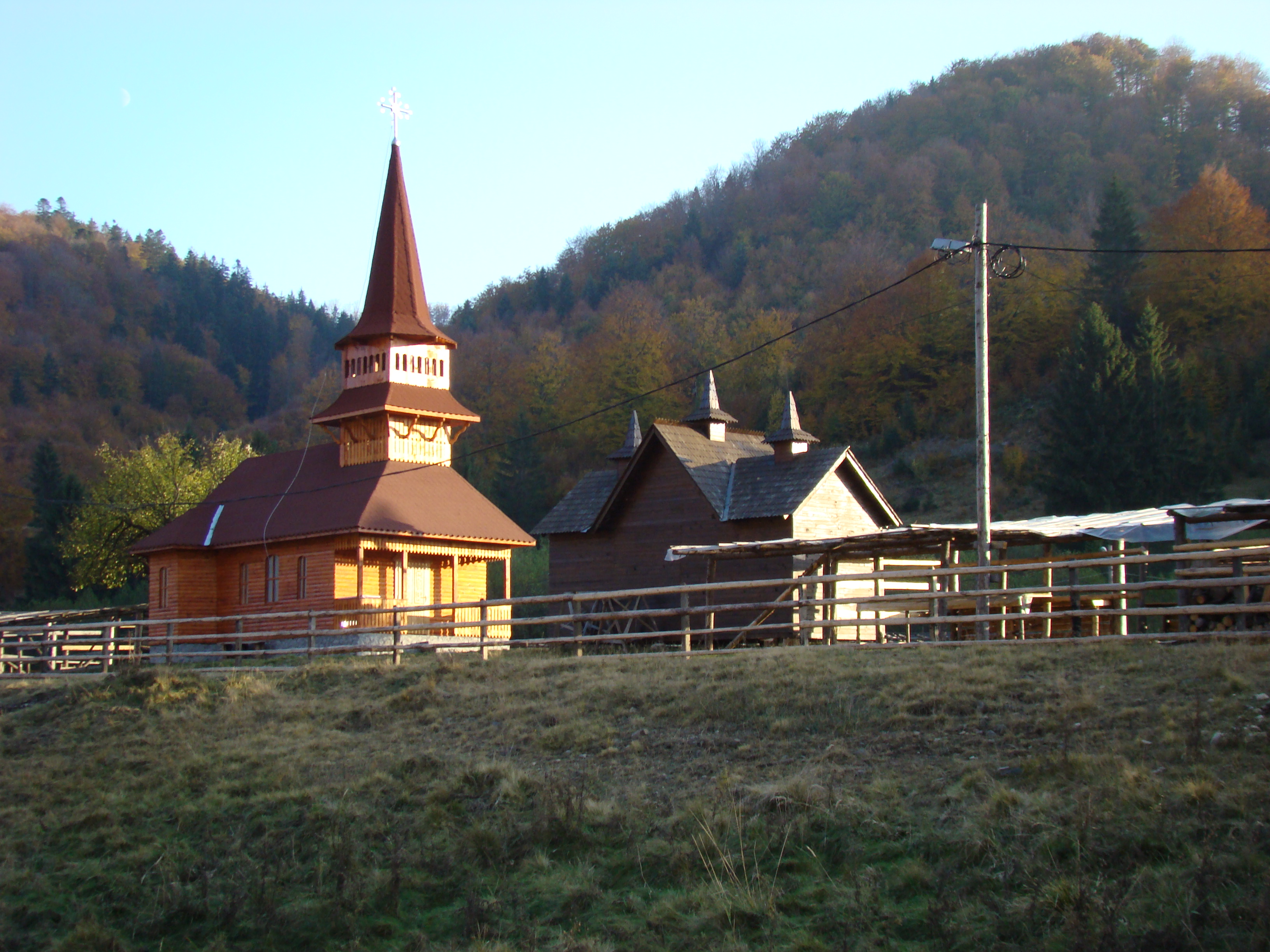
Holzkirche in Ibănești-Pădure
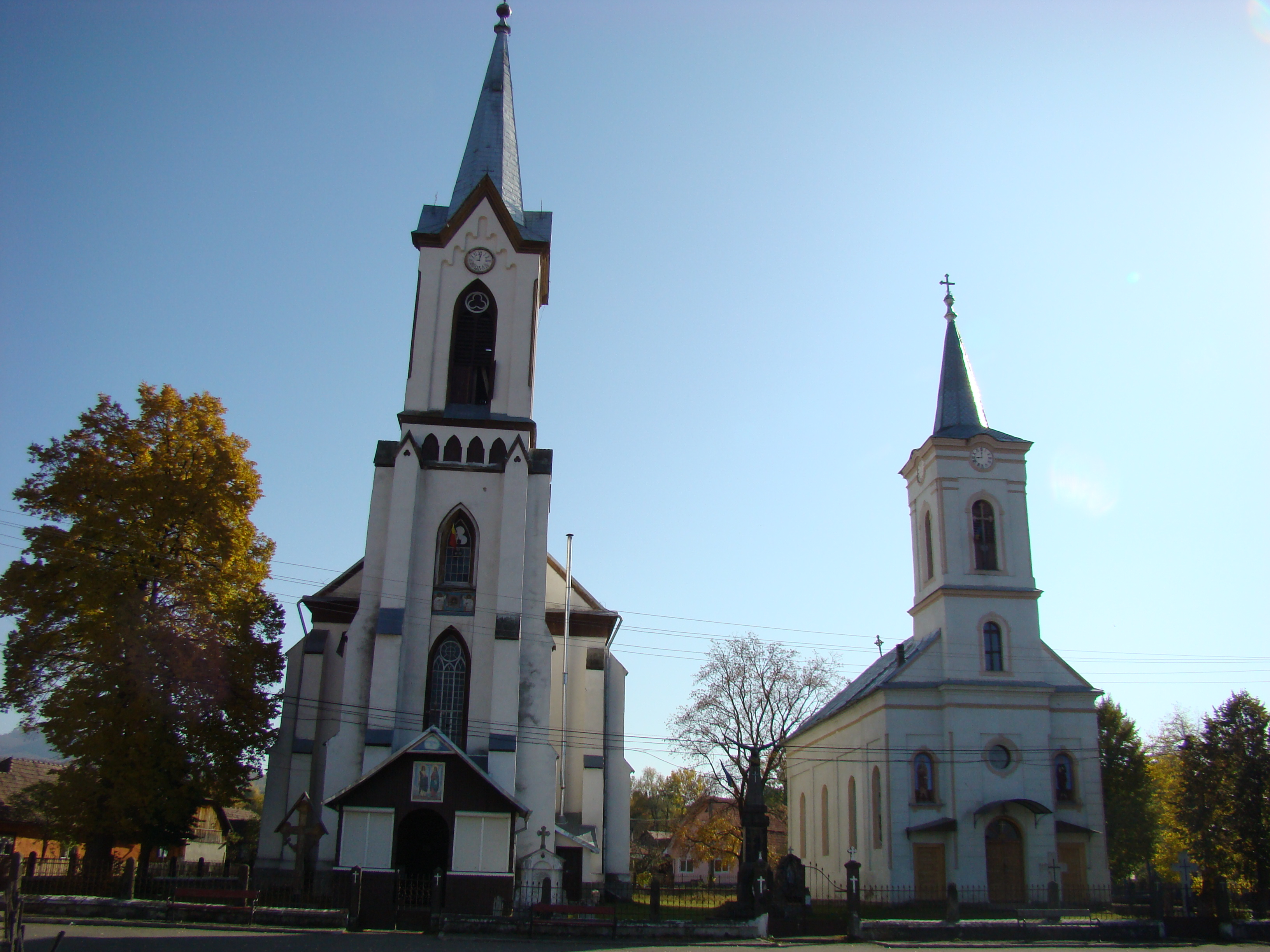
Orthodoxe und griechisch-katholische Kirche in Ibănești